# بيرني غالاشر
بيرني غالاشر (بالإنجليزية: Bernie Gallacher)‏ هو لاعب كرة قدم بريطاني، ولد في 22 مارس 1967 في جونستون ‏ في المملكة المتحدة، وتوفي في 28 أغسطس 2011 في Sutton Coldfield ‏ في المملكة المتحدة بسبب مرض. لعب مع برايتون أند هوف ألبيون وبلاكبيرن روفرز ونادي دونكاستر روفرز ونادي نورثامبتون تاون.